# Heavenly Recordings
Heavenly Recordings est un label indépendant britannique basé à Londres et fondé en 1990 par Jeff Barrett,.

## Historique
En 2015, à l'occasion de ses 25 années d'existence le label publie une compilation intitulée Heavenly 25,

## Artistes

### Artistes actuels
- Boy Azooga
- Charlie Boyer and The Voyeurs
- Cherry Ghost
- Gwenno
- Jimi Goodwin (en)
- King Gizzard & The Lizard Wizard
- Trevor Moss & Hannah-Lou
- James Levy and the Blood Red Rose
- Mark Lanegan & Duke Garwood
- LCMDF
- Saint Etienne
- Sea of Bees
- Stealing Sheep (en)
- Temples
- The Head and the Heart
- Toy
- James Walbourne
- The Wytches (en)
- The Orielles

### Anciens Artistes
- 22-20s
- Beggars
- Bronx Dogs
- Dr. Robert
- Dot Allison
- Doves
- East Village
- Edwyn Collins
- Espiritu
- Fabulous
- Fionn Regan
- Flowered Up
- Pete Fowler
- Pete Greenwood
- Jaymay
- Ed Harcourt
- The Hybirds
- The Magic Numbers
- Manic Street Preachers
- Monkey Mafia
- Nada Surf
- Northern Uproar
- Omega Amoeba
- Beth Orton
- Q-Tee
- The Soft Pack
- The Little Ones
- The Loose Salute
- The Rockingbirds
- Sly and Lovechild
- The Vines
- The Wishing Stones